# Queercore
Queercore är en kulturell och social rörelse som startade i mitten av 1980-talet som en avknoppning från punken. Det som kännetecknar queercore är missnöje med samhället i allmänhet och särskilt samhällets negativa attityd mot HBTQ-personer.
Som musikalisk genre kännetecknas queercore av texter som utforskar teman kring fördomar, sexuell identitet, könsroller och individens rättigheter. Den musikaliska huvudinfluensen var punk, men queercoregrupper kan sägas återfinnas inom många genrer, såsom hardcore, elektropunk, indierock, powerpop, no wave o.s.v.